# Marengo
Marengo là một chi nhện trong họ Salticidae.